# Привольный (Новосибирская область)
Привольный — посёлок в Черепановском районе Новосибирской области. Входит в состав Безменовского сельсовета.

## География
Площадь посёлка — 10 гектаров.

## История
В 1965 г. Указом Президиума ВС РСФСР поселок отделения № 1 Черепановского опытно-показательного хозяйства переименован в Привольный.

## Население
| 2002 | 2007 | 2010 |
| ---- | ---- | ---- |
| 319  | ↗345 | ↘290 |

## Инфраструктура
В посёлке по данным на 2007 год функционирует 1 учреждение здравоохранения.